# Daouda Malam Wanké
Daouda Malam Wanké Souley (ur. 1954 w Yélou k. Niamey, zm. 15 września 2004 tamże) – polityk nigerski, szef państwa, wojskowy.

## Zarys biografii
Urodził się w mieście Yélou, niedaleko stolicy państwa – Niamey. Przez wiele lat służył w armii, awansując do stopnia pułkownika. Kierował przewrotem wojskowym 9 kwietnia 1999, w wyniku którego zginął dotychczasowy prezydent Ibrahim Bare Mainessara. Po kilkudniowych walkach Wanke przejął kontrolę nad państwem i został tymczasowym szefem Nigru (jako przewodniczący Rady Pojednania Narodowego). Zapowiedział przekazanie władzy prezydentowi wybranemu w wyborach powszechnych, co też nastąpiło w grudniu 1999. Nowym prezydentem został Tandja Mamadou.

## Odznaczenia
- Kawaler Orderu Narodowego (Niger)[3]
- Oficer Orderu Narodowego (1995, Niger)[3]